# Rioni
A Rioni (grúz írással რიონი [Rioni]) Grúzia nyugati részének fő folyója. Ókori, görög eredetű neve Phászisz (Φάσις). 
Hossza 327 kilométer, vízgyűjtő területe 13 400 km². A Kaukázushoz tartozó Szurami-hegységben ered, Racsa régióban, nyugati irányban folyik és Poti várostól északra a Fekete-tengerbe ömlik. A Rioni két partján fekszik Grúzia második legnagyobb városa, Kutaiszi, az ókori Kolkhisz fővárosa.
A Rioni és Kura folyók háromszög alakú síksága választja el egymástól a Kis-Kaukázus és a Nagy-Kaukázus vonulatait.

## Ókori említései
A Phaszisz folyót az ismert forrásokban először Hésziodosz említette (Theogónia című művében). A későbbi írók, mint Apollonius Rhodius (Argonautica 2.12.61), Vergilius (Georgica 4.367) és Aelius Aristides (Ad Romam 82) a hajózható tengerek keleti határára érkező folyóak tekintették. Platón Phaidón című művében az ismert világot a Phaszisz és Héraklész oszlopai közé helyezi.

## A fácán neve
A Phaszisz névből ered a „fácán” szó. A legtöbb európai nyelv ugyancsak a Phaszisz szó különböző alakjain nevezi a fácánt. Tudományos nevük is Phasianidae.

## Külső hivatkozások
- A fácán szó etimológiája (angolul)